# Bitka kod Alezije
Bitka kod Alezije ili Opsada Alezije bila je odlučujuća bitka Galskog rata. Odvijala se 52. godine pr. Kr. kod opide Alezije, drevnog utvrđenog grada u Galiji, koji je pripadao plemenu Mandubljana. Zapovjednik rimske vojske bio je Gaj Julije Cezar, dok je Gale vodio poglavica Vercingetoriks. Bitka je specifična u povijesti po tome što su rimske snage koje su opsjedale Aleziju bile prisiljene istovremeno opsjedati grad, ali i braniti se, zbog čega su u pripremi za okršaj Rimljani oko same Alezije izgradili dva prstena fortifikacija. Funkcija unutarnjeg prstena bila je da blokira grad i služi kao zaštita od izlaska branitelja, dok je vanjski prsten služio kao svojevrsna tvrđava prilikom dolaska velike galske vojske koja je trebala doći razbiti opsadu a čiji su dolazak Rimljani očekivali.

## Uvod
Vercengetoriks je prvotno bio vođa plemena Averna, ali je s vremenom postao vođa velike koalicije galskih plemena, koja se odupirala Rimskim osvajanjima u Galiji. Nakon fijaska kojeg su Gali priuštili Rimljanima u bitki kod Gergovije ranije iste godine, rimska vojska bila je u povlačenju i čekala je dolazak novih pojačanja. Vojske iz susjedne Germanije navodno su se nadale podjeli plijena s Cezarom, što je Vercingetoriks htio spriječiti, ali su Germani svejedno potukli galsku konjicu koja im se suprotstavila. Vercingetoriks se zato povukao u utvrđenu Aleziju sa svojom vojskom i odaslao konjanike diljem Galije da traže pojačanja. Cezar je u međuvremenu sa svojom vojskom došao pod Aleziju i naredio izgradnju dva prstena bedema oko gradine, želeći izgladnjeti stanovništvo i tako prisiliti neprijatelje na predaju. Germanska konjica također je sudjelovala u opsadi na strani Rimljana i intervenirala kad je dio branitelja pokušao izaći. Dio izgladnjelih Mandubljana sa ženama i djecom nije želio sudjelovati u boju pa su došli do rimskog unutarnjeg prstena i plačući tražili vojnike da ih prime kao roblje i daju im hrane, što Cezar nije dozvolio. Čini se da su na kraju ostali na otvorenom prostoru između zidina Alezije i unutarnjeg rimskog prstena. 
U međuvremenu su se plemena diljem Galije, nakon vijećanja, odazvala pozivu svoje opkoljene braće. Prema Cezarovim zapisima, kada se velika galska vojska približila rimskim bedemima, pozdravljena je klicanjem i radosnim uzvicima opkoljenih branitelja.

## Bitka
Nakon dolaska pojačanja, vojska se utaborila na brdu sjeverozapadno od Alezije. Tridesetog kolovoza po rimskom kalendaru, dogodilo se prvih nekoliko konjaničkih okršaja. Idućeg dana dogodio se tek jedan u kojem se je s rimske strane istaknuo Marko Antonije. Četiri dana nakon prvih okršaja pokrenuti su manevri koji su doveli do konačne kulminacije. Galska vojska izvan zidina podijelila se u dva kontigenta. Prvi kontigent je trebao napasti vanjski dio rimskih zidina odmah kod brda na kojem su se nalazili. Drugi vanjski kontigent trebao je zaobići brdo i napasti slabu točku rimskih fortifikacija na sjeverozapadu. Istovremeno su Vercingetoriksovi branitelji trebali udariti po unutarnjem prstenu zapadno od Alezije.
Gali su istovremeno napali unutarnji i vanjski prsten, na što je Cezar odgovorio slanjem pojačanja na dijelove koji su bili pod udarom. Potom je dio pješaka poslao van unutarnjeg prstena s ciljem da napadnu samog Vercingetoriksa. Ovaj napad nije bio osobito uspješan, no s druge strane, linije Rimljana do tada su bile pred pucanjem. Prema Cezarovim zapisima, on je potom naredio svom legatu Titu Labijenu da sa snagama jačine šest kohorti prijeđe u sektor gdje je situacija bila najgora po Rimljane. Kada je Vercingetoriks uočio premještanje rimskih trupa, naredio je Galima da napadnu onaj dio, odakle je Labijen upravo povukao svoj kontigent. Kada su rimski zidovi na dijelu gdje se nalazio Labijen bili pred padom, pod navalom Gala, ovaj je preko glasnika poslao Cezaru poruku o svojim namjerama. Konačno se i Cezar osobno pojavio na kritičnom mjestu s konjaništvom i kohortama koje je sam vodio s ciljem da se sam priključi boju. Cezara su vojnici mogli prepoznati po crvenoj odori i konjici koja ga je pratila. Prema zapisima, pojava Cezara dala je Rimljanima dodatnu snagu za nastavak borbe. Najednom se iza leđa nadirućih Gala pojavila rimska konjica čija ih je pojava natjerala u paničan bijeg, dok su ih konjanici nastavili goniti i sjeći. Vercingetoriks se u međuvremenu s onime što je ostalo od njegovih ljudi povukao nazad u Aleziju.  

## Predaja
Idući dan, Vercingetoriks je sazvao vijeće na kojem je objavio da u rat protiv Rimljana nije krenuo radi vlastitih interesa, već radi opće slobode. Rekao je vijeću da ono samo odluči o njegovoj sudbini. Gali su potom poslali glasnike i pitali Cezara što želi da naprave. On im je naredio da polože oružja i dovedu mu svoje poglavice. Nakon što su se Gali predali, Cezar je svakom od svojih vojnika dao po jednog zarobljenog u ratni plijen. Nakon predaje Vercingetoriks je odveden u Rim, gdje je bio zatvoren četiri godine. Nakon Cezarova trijumfa 46. godine pr. Kr. bio je pogubljen.